# Établissements pénitentiaires de Belle-Île-en-Mer
Les établissements pénitentiaires de Belle-Île-en-Mer constituent un ancien bagne situé au Palais sur l'île de Belle-Île-en-Mer (Morbihan), en France.
À la fin du mois de juin 1848, des baraquements sont créés à Haute-Boulogne situé sur le glacis de la citadelle à Belle-Île-en-Mer qui deviennent , dès le 21 septembre de la même année, par décret du ministre de l'Intérieur, le dépôt de Belle-Île-en-Mer. Il se transforme en colonie pénitentiaire à partir de 1880, en Maison d'Éducation Surveillée en 1927 puis en une institution publique d’éducation surveillée (IPES) après 1945. Le ministère de la Justice acquiert, en 1902, le domaine de Bruté qui devient, en 1977, après la fermeture, un centre de colonie de vacances et d'accueil de classes vertes.

## De la prison à la colonie
L'histoire du lieu commence en 1802, lorsque Napoléon décide d'élever des fortifications sur l'île. Elles sont d'abord construites par le génie militaire, puis une compagnie disciplinaire. Les guerres contraignent l’Empereur à les retirer, et à partir de 1808, les travaux sont réalisés par l'envoi régulier de bagnards,. Les travaux continuent d'être effectués par des bagnards jusqu'en 1848, avant leur achèvement.
Le site de Haute-Boulogne devient une prison à partir de l'été 1848, pendant lequel sont construits par le génie militaire les premiers baraquements prêts à accueillir les insurgés de juin,. Au fil des années, plusieurs prisonniers politiques célèbres, au premier rang desquels on trouve Armand Barbès ou Auguste Blanqui, y sont enfermés avec d'autres moins connus venus de toute la France. Après une première année d'un régime d'emprisonnement libéral, des directeurs à poigne sont nommés et instaurent un règlement sévère, afin de soumettre les détenus. Cette prison est vidée par les grâces successives et ferme en 1858. En 1866, elle est remplacée par un bagne. Des soldats prussiens de la guerre de 1870, au nombre de 600, y sont également détenus,. Enfin, en 1871, une fois ceux-ci libérés, ce sont 2 000 communards qui y sont internés, les derniers partant en 1879.
Avec l'avènement de la Troisième République, le gouvernement décide de lancer un programme national contre la délinquance juvénile à travers la création sur l'ensemble du territoire de 35 « colonies pénitentiaires agricoles et maritimes ». Ayant fermé en 1880 plusieurs colonies pénitentiaires privées administrées par des congrégations non autorisées (la Grande-Trappe dans l'Orne, Beaurecueil dans les Bouches-du-Rhône et Fontgombault dans l'Indre), le Gouvernement se trouve à répartir 620 jeunes détenus sur des colonies existantes et à ouvrir, pour loger l'excédent, une nouvelle colonie à Belle-Île.
La prison de Belle-île est ainsi convertie par décision ministérielle du 29 mai 1880 pour ses bâtiments de Haute-Boulogne. En 1881, l'état loue, puis acquiert, le domaine agricole de Bruté, comprenant l'habitation du Souverain.
La colonie reçoit dans l'écrasante majorité des cas des jeunes détenus acquittés comme ayant agi sans discernement mais non remis à leurs parents et, très rarement, des jeunes condamnés à un emprisonnement de six mois à deux ans. Les jeunes détenus y sont âgés de 12 à 21 ans. Durant les premières décennies d'existence de l'institution, on trouve des enfants qui peuvent être âgés de 8 à 12 ans.

## Le bagne pour enfants
Dans son ouvrage Le bataillon des "nuisibles" paru en 2022, l'historien Julien Hillion décrit le quotidien de la colonie pénitentiaire à partir de milliers de sources conservées dans les archives de la Préfecture du Morbihan. Ses travaux mettent pour la première fois en lumière la réalité des nombreuses violences dont ont été victimes les pupilles bellilois. Il y recrée également les parcours de vie des nombreux colons depuis leur naissance jusqu'à leur mort.
Dans son ouvrage, Julien Hillion remet toutefois en cause l'utilisation du terme "bagne pour enfants" pour désigner l'établissement. En effet, les pupilles n'y étaient pas soumis à des travaux forcés, élément qui constitue la condition première de l'existence d'un bagne (en Guyane ou en Nouvelle-Calédonie par exemple). Notant qu'il est utilisé dans les sources dès son ouverture, l'historien suggère d'utiliser le terme "maison de correction" pour désigner l'établissement.

### Un redressement par le travail
La formation maritime est la vocation première de l'établissement. Dirigée par un ancien capitaine au long cours, la section maritime regroupe, vers 1890, une centaine de colons, avec quatre ateliers : matelotage et timonerie ; voilerie et filets ; garniture ; corderie. Un atelier de sardinerie est ajouté en 1900.
Les apprentis matelots s'exercent d'abord sur le Ville de Palais, un trois-mâts ensablé dans la cour. En 1895, l’Administration pénitentiaire met à disposition un navire de vingt-cinq mètres, le Sirena, qui peut embarquer vingt colons. Plusieurs canots (le Bangor, le Sauzon, le Locmaria, le Louis Herbette) complètent la flottille.
Les pupilles bellilois peuvent également être formés à des métiers agricoles (à la ferme de Bruté, qui alimente et équipe l'ensemble des colons), mais aussi artisanaux (tailleurs, maçons, charrons, boulangers, cordonniers) ou industriels (sardinerie).

### Un quotidien coercitif et violent
La discipline est extrêmement sévère. L'historien Julien Hillion explique que les pupilles bellilois subissent "une violence physique quotidienne, pourtant interdite par les règlements, qui crée rancœur et désir de vengeance". Il insiste sur le fait que les violences psychologiques font elles aussi de nombreux dégâts sur les jeunes détenus. Il ajoute enfin que ces pratiques sont dénoncées dans les journaux dès le début du XXe siècle, bien avant la campagne de presse des années 1930.
L'institution devient en 1927 une Maison d'Éducation Surveillée puis, en 1945, un Institut Public d’Éducation Surveillée (IPES). En 1967, 80 jeunes étaient encore enfermés à Haute-Boulogne. L’établissement ferme définitivement le 1er septembre 1977.

### Révolte de 1934
La colonie pénitentiaire de Belle-Île est restée célèbre par la révolte, le 27 août 1934, d’une centaine de colons. La révolte trouve son origine dans le traitement et la discipline extrêmement durs de l'internat. Lors d'un repas du soir, au cours du mois d'août, un des enfants croque dans son fromage avant de manger sa soupe ce qui pousse un gardien zélé à le frapper. Un déchainement de violence se produisit.
Quelques moments plus tard, l'émeute se transforme en évasion, celle de 56 mutins qui se dispersent sur l'île. Le poète Jacques Prévert ainsi que des amis de Saint-Germain-des-Prés sont à ce moment-là en résidence estivale sur l'île, et comme tous les habitants de l'île, ils sont sollicités à participer aux recherches des fuyards ; une récompense de 20 francs est proposée. En quelques heures, l'ensemble des fuyards est ramené dans leurs cellules. Cette « chasse aux enfants » interpelle grandement l'auteur qui compose un poème, la Chasse à l'enfant. Un film sur ce thème a débuté en 1947 mais n'a jamais été finalisé : La Fleur de l'âge.
Ce qui était un fait divers local, est progressivement relayé par les journaux parisiens et nationaux, dont Paris-Soir, et prend une tournure nationale, notamment grâce à la médiatisation du journaliste Alexis Danan.

## Les bâtiments auXXIesiècle
Il faut attendre 1992 pour que la mairie du Palais rachète l'enceinte avec deux bâtiments encore debout, qui servent alors de locaux associatifs.
À partir de 2019, un double projet se concrétise pour les locaux de l'ancienne colonie pénitentiaire. Une association, La Colonie, s'est constituée afin d'y établir un site mémoriel en l'honneur des enfants et adolescents et d'y constituer un fonds d'archive. L'association souhaite également « organiser des événements consacrés à la justice des mineurs ».
Le second projet est le tiers-lieu nommé Propice. Sa vocation est d'implanter un « tiers-lieu socioculturel et associatif » et de l'exploiter à travers une Société coopérative d’intérêt collectif (SCIC), à gouvernance partagée : « Il constituera un tiers lieu insulaire, un lieu de convergence autour de l’art et la culture, un lieu de loisir et de travail, de rencontres et de découvertes, de promotion et d’éducation, de réunion et de création. »,. Le projet est retenu par la Fondation du Patrimoine et la Mission Stéphane Bern en 2022 aux côtés de 17 autres sites. L'ancienne colonie pénitentiaire bénéficie d'une subvention de 500 000 € ; somme doublée par la participation du département du Morbihan, de la région Bretagne et de l'Union Européenne. L'intégralité du projet de réhabilitation pour ce projet coûtant 3 000 000 €, la mairie a décidé de lancer un appel au financement participatif depuis la Fondation du Patrimoine : « Leur identité [celle des donateurs, ndrl] figurera sur un espace qui leur sera dédié ». Un prêt soutenu par la municipalité est envisagé pour compléter le budget, « le cas échéant ».

## Description des lieux

### Haute-Boulogne
Les bâtiments de Haute-Boulogne rassemblent l’administration, le réfectoire, une buanderie, des ateliers, une chapelle, un quartier disciplinaire de vingt cellules et les dortoirs qui sont pour la plupart compartimentés en cellules grillagées de 1,5 mètre sur 2 mètres.

### Domaine de Bruté
Dès 1880, l’Administration pénitentiaire loue à la famille Trochu, au centre de l’île et à trois kilomètres de Haute-Boulogne, le domaine de Bruté-Souverain pour y installer une section agricole. Les cent dix-sept hectares (61 en culture et 56 sous bois) sont définitivement acquis par l’Administration pénitentiaire en 1902. Elle y construit, en 1906 et 1910, deux bâtiments de pierre pour accueillir les colons.

## Dans les arts

### Littérature
- La Chasse aux enfants, de Jean-Hugues Lime, Le Cherche midi, 2004 : le roman raconte la vie quotidienne des colons, du point de vue des détenus, à l'époque de la révolte de 1934.
- Le goût du vent sur les lèvres, de Cédric Morgan, Les Escales, 2017 : le roman évoque la colonie pénitentiaire de Belle-Île, ainsi que certaines légendes et faits historiques liés à cette île.
- L'Enragé, de Sorj Chalandon, Grasset, 2023 : l'auteur imagine que l'un des enfants évadés lors de la révolte de 1934 n'est jamais retrouvé.
- Enfermé, Mathurin Réto pupille à Belle-Ile de Julien Hillion et Renan Coquin, Dargaud, 2025 : cette bande dessinée raconte l'histoire vraie de Mathurin Réto, un garçon originaire de St-Malo qui s'est embarqué clandestinement à 13 ans sur un terre-neuvas avant d'être enfermé à la maison de correction de Belle-Ile-en-Mer.

#### Littérature jeunesse
- Le Bagnard de Belle-Île : ce roman jeunesse publié chez Coop Breizh raconte l'histoire d'un trio de jeunes amis, ayant formé le "Club de l'au-delà" qui vient en aide à des fantômes pour leur permettre de gagner l'autre monde. Ils sont en visite à la citadelle Vauban, et se retrouvent entraînés par le fantôme d'une jeune fille à la recherche du fantôme de son fiancé, mort en s'échappant du bagne en 1934.
- Le silence des oiseaux, de Dorothée Piatek, Seuil, 2014 : un roman jeunesse qui narre la tentative d'évasion d'un jeune bagnard orphelin.

### Audiovisuel
- Plusieurs films se sont inspirés de la révolte de 1934 :
  - Au printemps 1947, Marcel Carné et Jacques Prévert font face à de nombreuses difficultés lors du tournage du film intitulé La Fleur de l’âge à Belle-Ile s’inspirant de la mutinerie de 1934: intempéries, mouvements sociaux, accidents et querelles. Il ne reste rien du film, dont Jacques Prévert avait cosigné le scénario (c’était leur huitième collaboration), sinon une poignée de photographies en noir et blanc par Émile Savitry[21],[22].
  - La Révolte des enfants, réalisé par Gérard Poitou-Weber (1992)
  - Les Vauriens, télé-film de Dominique Ladoge (2006)
  - Belle-Île, de Elie Grappe, prévu en 2024[23]
- En 1936, dans Jenny de Marcel Carné, Lucien Dancret (joué par Albert Préjean) et Danielle Bricart (jouée par Lisette Lanvin) font connaissance et discutent dans un troquet "Au rendez-vous de la marine", et rêvent d'évasion. Danielle se souvient de ses vacances à Belle-Île, « joli au mois de février » avec ses mimosas. Lucien dit bien connaître l'endroit et les mimosas, « j'y suis resté onze ans ! » ; surprise, Danielle imagine qu'ils auraient pu s'y rencontrer ou qu'ils s'y sont peut-être vus sans le savoir. Lucien en doute : « oh, il y a peu de chance ! […] À Belle-Île, il y a un pénitencier, une prison de gosses, vous êtes sûrement passée devant ? » ; elle répond : « je ne me souviens pas, j'étais trop petite ! » avant que Lucien ne lui réplique gravement : « oui, moi-aussi, j'étais tout petit... »
- En 2024, l’historien Julien Hillion réalise le documentaire historique « Théret nº487 » qui raconte l’histoire vraie de François-Henri Théret, un garçon de Paris brisé par les cachots de Belle-Île-en-Mer à la fin du XIXe siècle[24].

#### Ouvrages
- Christophe Belser, Le bagne des enfants : la colonie pénitentiaire de Belle-Ile-en-Mer, 2022, 304 p. (ISBN 978-2-8129-2778-2).
- Julien Hillion, Le bataillon des "nuisibles" : Les pupilles de la colonie pénitentiaire de Belle-Ile-en-Mer (1880-1918), Le Palais, Jadis Editions, 2022, 497 p.
- Francis Villadier, Belle-Île-en-Mer entre quatre murs, Jadis Éditions, 114 p.

#### Témoignages et enquêtes journalistiques
- René Biard, Bagnard en culottes courtes : comment on fabrique un repris de justice, Paris, La Table Ronde, 1968, 253 p. (présentation en ligne)
- Alexis Danan, L’épée du scandale, Paris, Robert Laffont, 1961, 308 p. (BNF 32973715)
- Jean Fayard, Une enfance en enfer, Paris, Le Cherche Midi, coll. « Récits », 2003, 279 p. (ISBN 2-74910-131-X, présentation en ligne)
- Louis Roubaud, Les enfants de Caïn, Paris, Grasset, 1925, 239 p.
- Louis Roubaud, Paroles de colons : la colonie pénitentiaire de Belle-Ile-en-Mer : 1925, Rambouillet, Jadis éditions, coll. « Histoire(s) de Belle-Ile-en-Mer », 2022, 77 p. (ISBN 978-2-914109-27-7)

#### Travaux universitaires
- Jacques Bourquin, « Une  maison de correction : la colonie de Belle-Île-en-Mer, 1880-1945 », Revue d’histoire de l’enfance « irrégulière »,‎ 2007, p. 259-265 (DOI 10.4000/rhei.3021, lire en ligne, consulté le 11 septembre 2022).
- Thierry Fillaut (dir.), Une  institution  publique  d'éducation  surveillée,  Belle-Île-en-Mer  (1945-1977) : de l'ordonnance  à  son  traitement, Vaucresson, Services d'Études du CNFE-PJJ, 1996, 122 p. (ISBN 2-11-087255-1, BNF 36691835, présentation en ligne)
- Mathias Gardet, « Ker Goat/Belle-Île : deux centres mythiques », Revue d’histoire de l’enfance « irrégulière, no 4,‎ 2002, p. 157-168 (DOI 10.4000/rhei.58, lire en ligne, consulté le 11 septembre 2022).
- Julien Hillion, Le bataillon des "nuisibles", La colonie pénitentiaire de Belle-Île en Mer (1880-1911) : parcours de vie de jeunes détenus et modèle carcéral, Thèse de doctorat, Université de Bretagne Sud, 2021, 830 p.
- Julien Hillion, La colonie pénitentiaire de Belle-Île en Mer (1880-1900), Master 2, UBS Lorient, UFR Lettre, Sciences humaines et Sociales, 2017.
- Julien Hillion, La colonie pénitentiaire de Belle-Île en Mer (1880-1900), surveillance, formation professionnelle et rapports à la société locale, mémoire de Master 1, Histoire, Lorient, 2006.
- Julien Hillion, "Des hommes avant les autres. Constructions des masculinités à la colonie pénitentiaire de Belle-Ile-en-Mer durant la Belle Époque", Revue d'Histoire de l'Enfance « Irrégulière », no 24, 2022, p. 157-163.
- Julien Hillion, Seul parmi les “nuisibles”. Vivre sans famille à la colonie pénitentiaire de Belle-Île-en-Mer (1880-1911), Séminaire du Groupe de Recherche sur les Institutions Disciplinaires (GRID) “Entre les murs, hors les murs. Revisiter l’histoire des institutions disciplinaires” 2020 : Liens familiaux et institutions disciplinaires », séance du 8 octobre 2020, 42 minutes, podcast disponible en ligne : Communication Hillion (lire en ligne).

#### Romans
- Dorothée Piatek, Le silence des oiseaux, Paris, Seuil Jeunesse, 2014, 177 p. (ISBN 979-10-235-0202-2).
- Jean-Hugues Lime, La  chasse  aux  enfants, Paris, Le Cherche Midi, 2004, 273 p. (ISBN 2-7491-0253-7).
- Sorj Chalandon, L'enragé, Paris, Grasset, 2023, 416 p.  (ISBN 978-2-246-83467-0)

#### Publications
- François-Xavier Coulon, « Les cartes postales racontent l'histoire : les différents navires à voiles de la colonie agricole et maritime [de Belle-Île, Morbihan] », Belle-Isle histoire. Revue de la Société historique de Belle-Ile-en-Mer, no 15,‎ 1995, p. 53-58.
- Julien Hillion, "Une île et ses prisonniers. Détenus, société locale et administration pénitentiaire à Belle-Ile-en-Mer de 1848 à la veille de la Première Guerre mondiale", Histoire de Belle-Ile, 2022, p. 427-449.
- Bernard Pelgrims, « L’apprentissage maritime de Belle-Île », Rééducation, nos 62-64,‎ janvier 1955, p. 43-58 (lire en ligne, consulté le 11 septembre 2022).

- (Bernard), « Rapport  sur  l’institution  publique  de  Belle-Île », Rééducation, 1955, no 70-72, p. 28-31